# Asim Peco
Asim Peco (pronuncia-se [ǎːsim pěːtso]; Mostar, 24 de maio de 1927 — Belgrado, 7 de dezembro de 2011) foi um linguista, acadêmico, escritor, editor e professor universitário bósnio. Seu trabalho foi baseado no desenvolvimento da gramática da língua croata e os dialetos bósnios conforme variação linguística regional, logo, estes foram publicados em seus livros didáticos e enciclopédicos.